# 1142
1142 (MCXLII) var ett normalår som började en torsdag i den julianska kalendern.

## Händelser

### Okänt datum
- En svensk furste och en svensk biskop angriper novgorodska köpmän med sextio skepp, enligt Novgorodkrönikan.
- Öystein Haraldsson blir kung av Norge och därmed medregent till sina bröder Sigurd Munn och Inge Krokrygg.
- Konoe efterträder Sutoku på Japans tron.
- Henrik Lejonet blir hertig av Sachsen.

## Födda
- Vilhelm Lejonet, kung av Skottland 1165–1214 (född detta eller nästföljande år).

## Avlidna
- 21 april – Pierre Abaelard, fransk filosof och teolog.
- Helbirga av Österrike, hertiginna av Böhmen.